# Kod transpondera
Kod transpondera (Squawk) – ustawiany przez załogę statku powietrznego, czterocyfrowy numer, emitowany przez transponder na pokładzie statku, umożliwiający identyfikację danego statku i tym samym umożliwiający sprawowanie radarowej kontroli ruchu lotniczego. Kod Squawk przydzielany jest w momencie uzyskania zezwolenia na lot, wydawanego przez kontrolera, dzięki temu kontrola radarowa jest w stanie zidentyfikować daną jednostkę powietrzną (np. samolot nadający squawk 3101, to LOT3802, a nie WEA567). Najczęściej kod transpondera przydziela Służba Kontroli Ruchu Lotniczego (ATC) lub Służba Informacji Powietrznej (FIS), wyjątkiem są sytuacje szczególne w których załoga statku może w uzasadnionych przypadkach użyć kodów awaryjnych 7700, 7600 i 7500 (patrz poniżej).
Kod transpondera jest kodem w systemie ósemkowym – tzn. składa się z cyfr od 0 do 7. Za kod indywidualny uznaje się squawk, którego dwie ostatnie cyfry nie są zerami.

## Kody specjalne
- 7700 – podstawowy kod alarmowy informujący o niebezpieczeństwie
- 7600 – kod transpondera ustawiany w momencie utraty łączności radiowej
- 7500 – kod porwania – ustawiany, gdy samolot został porwany lub zastosowany został inny akt przemocy na pokładzie
- 2000 – lot zgodny z IFR, któremu nie przyznano indywidualnego kodu
- 7000 – lot zgodny z VFR, któremu nie przyznano indywidualnego kodu (w innych krajach może być to inny kod, np. w Stanach Zjednoczonych jest to 1200)

Kody awaryjne i ich znaczenia można łatwo zapamiętać dzięki mnemotechnicznemu wierszykowi:
Seven seven – go to heaven,

Seven six – radio fix,

Seven five – man with knife.